# مرا رها نکن
مرا رها نکن نخستین فیلم داستانی کوتاه با تکنیک ۳۶۰ درجه به کارگردانی سهیلا گلستانی و تهیه‌کنندگی بابک قهرمانی در ایران است.
این فیلم کوتاه با عنوان «مرا رها نکن» روایتی است از تلخکامی‌های مهاجران جنگ. این فیلم در شمال کشور فیلمبرداری شده‌است. گفتنی است تکنیک ساخت این فیلم برای نخستین بار در ایران برای ساخت یک فیلم داستانی اجرا شده‌است و از معدود آثار تولید شده داستانی با استفاده از تجهیزات VR (واقعیت مجازی) در دنیا است.

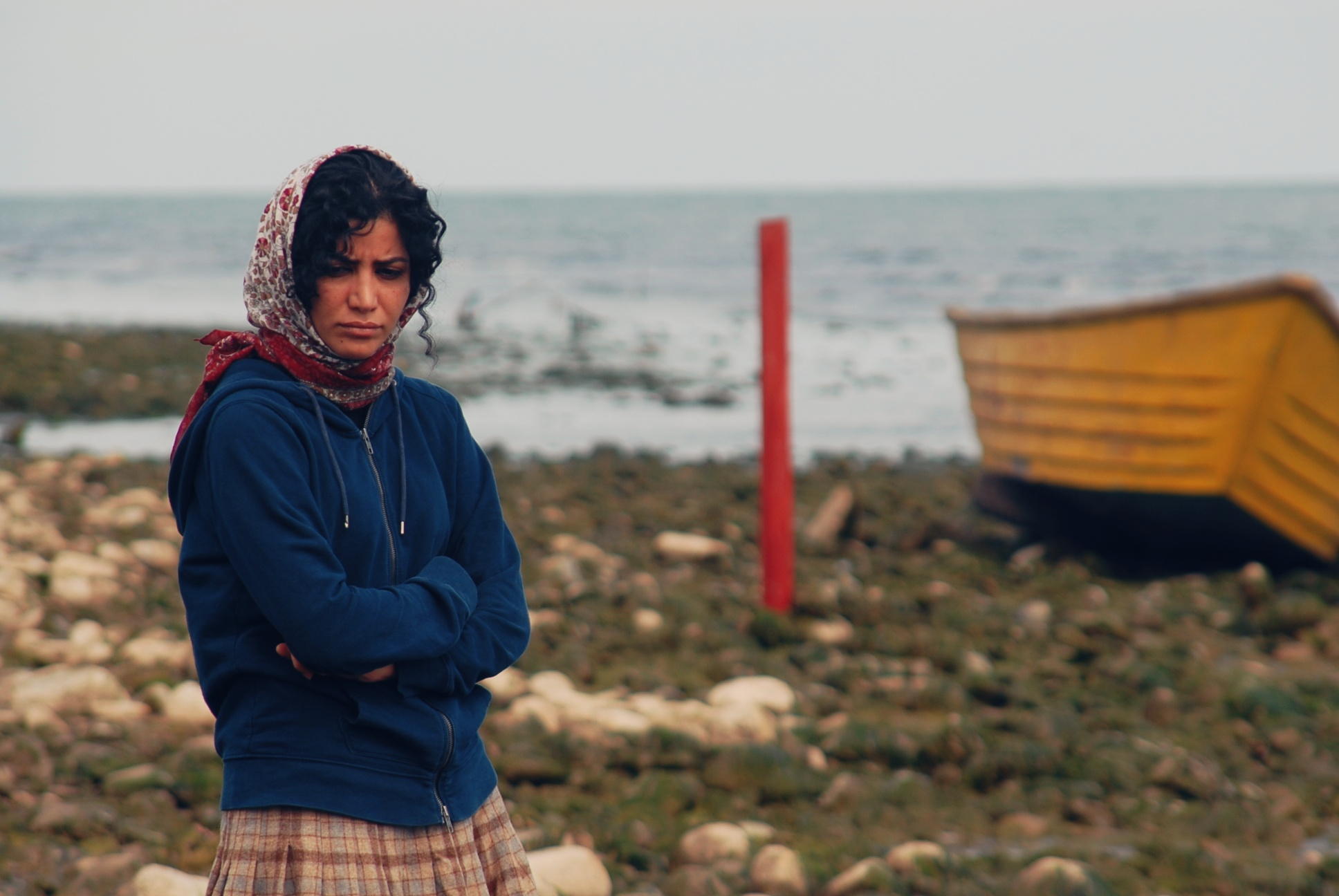
سونیا سنجری در عکس پشت صحنه فیلم «مرا رها نکن»

## بازیگران
عباس حبیبی و سونیا سنجری دو بازیگر اصلی این فیلم کوتاه هستند.

## دیگر عوامل فیلم
- نویسنده و کارگردان: سهیلا گلستانی
- مدیر فیلمبرداری: مسعود امینی تیرانی
- تدوین و جلوه‌های ویژه: حمید گلستانی
- طراح صحنه و لباس: داریوش پیرو
- طراح گریم: یاسمن محب اهری
- دستیار اول کارگردان و برنامه‌ریز: علی مردانه
- دستیار دوم کارگردان: حسام خلیل‌نژاد
- مدیر تولید: رسول حسینی
- عکاس: حمید گلستانی
- مشاور رسانه‌ای: بهناز شیربانی
- تهیه‌کننده: بابک قهرمانی

## عکس پشت صحنه

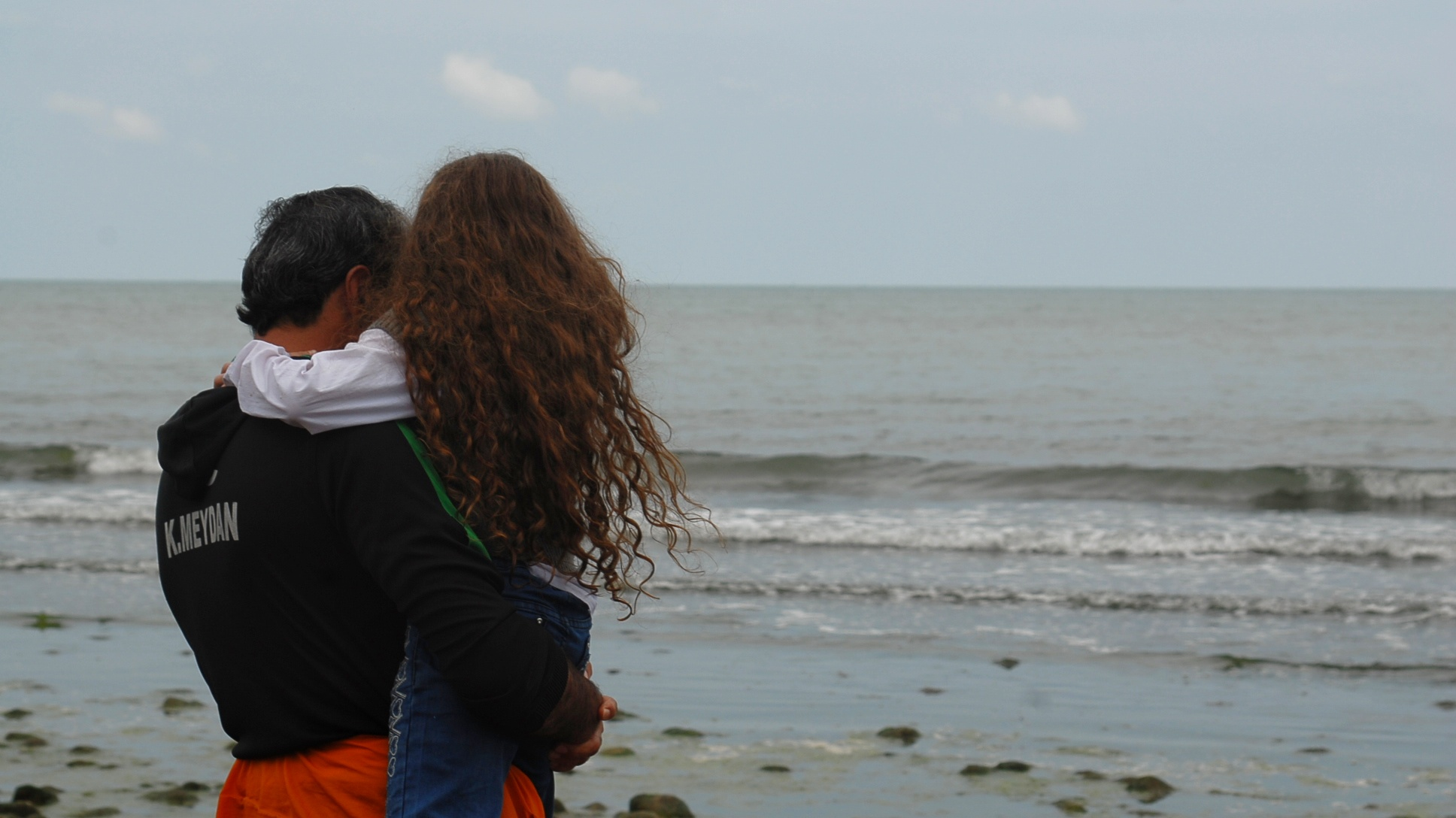
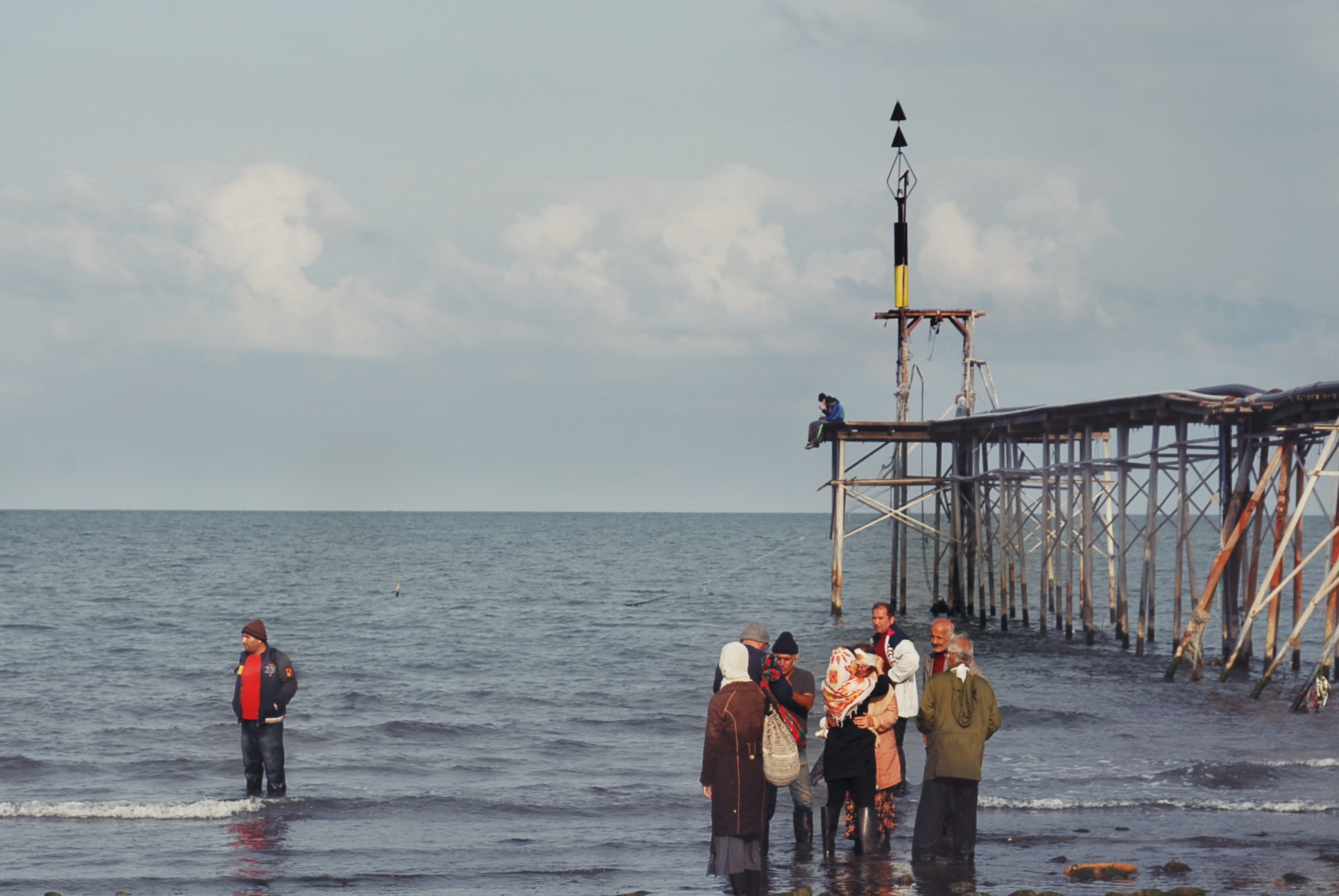
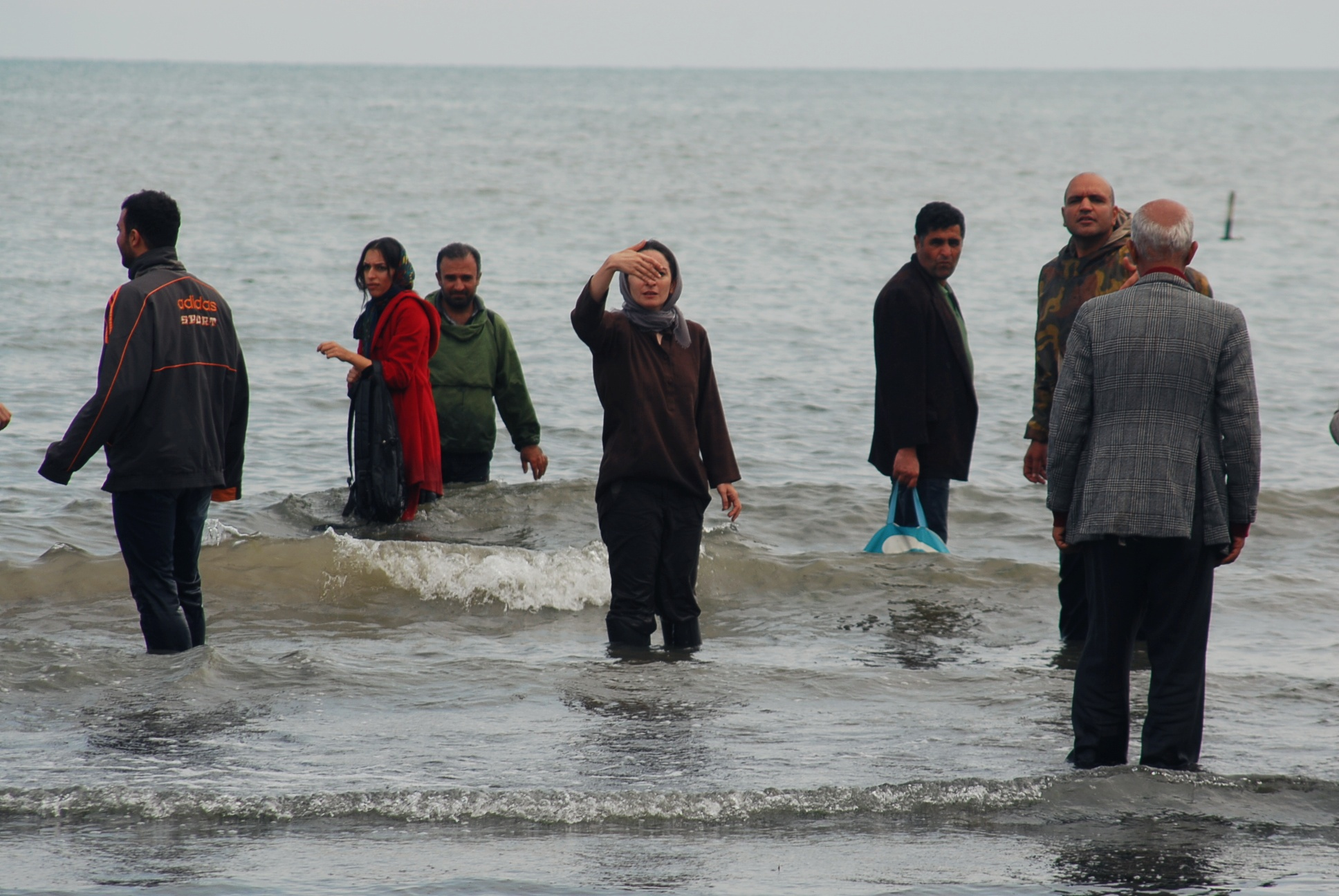
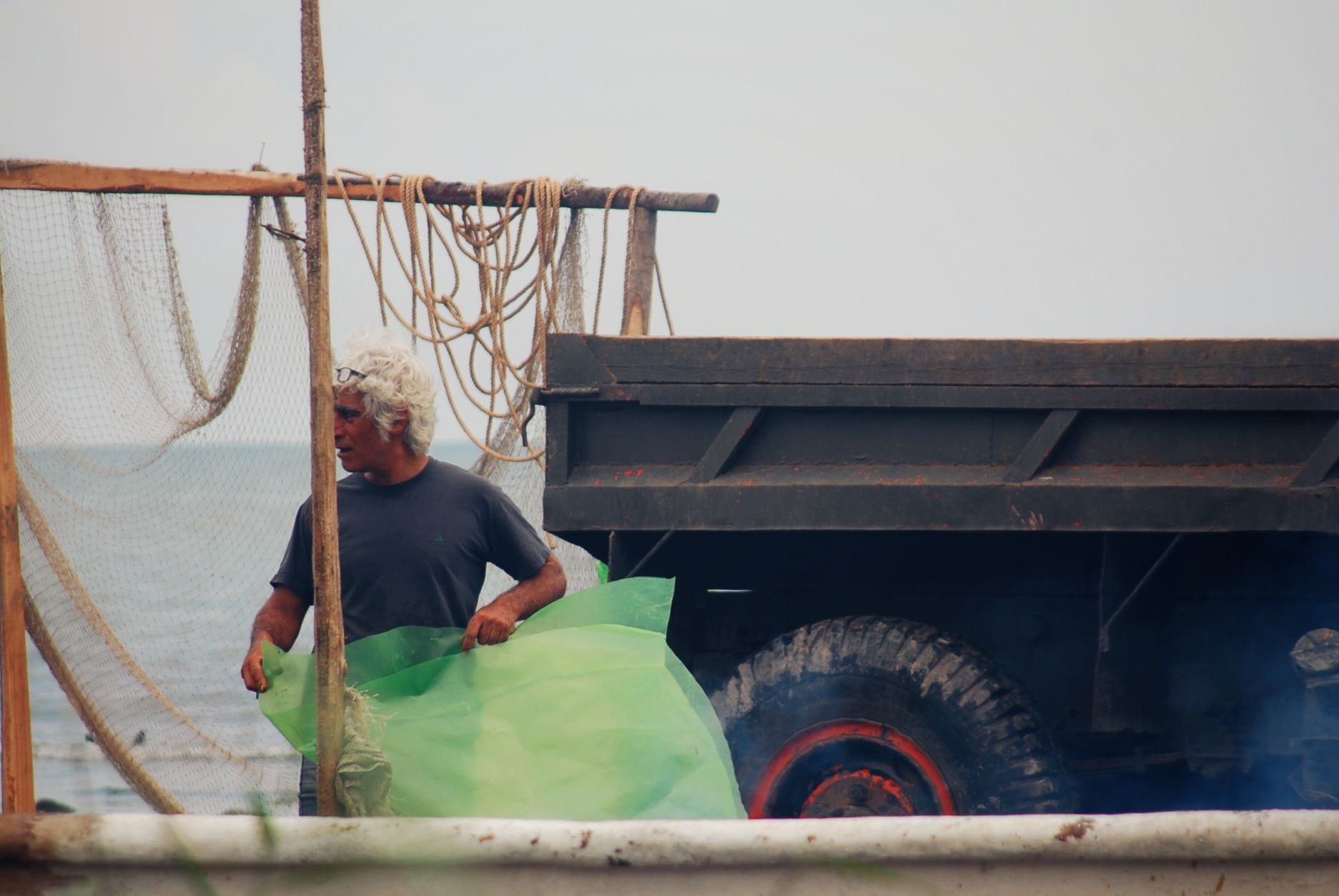
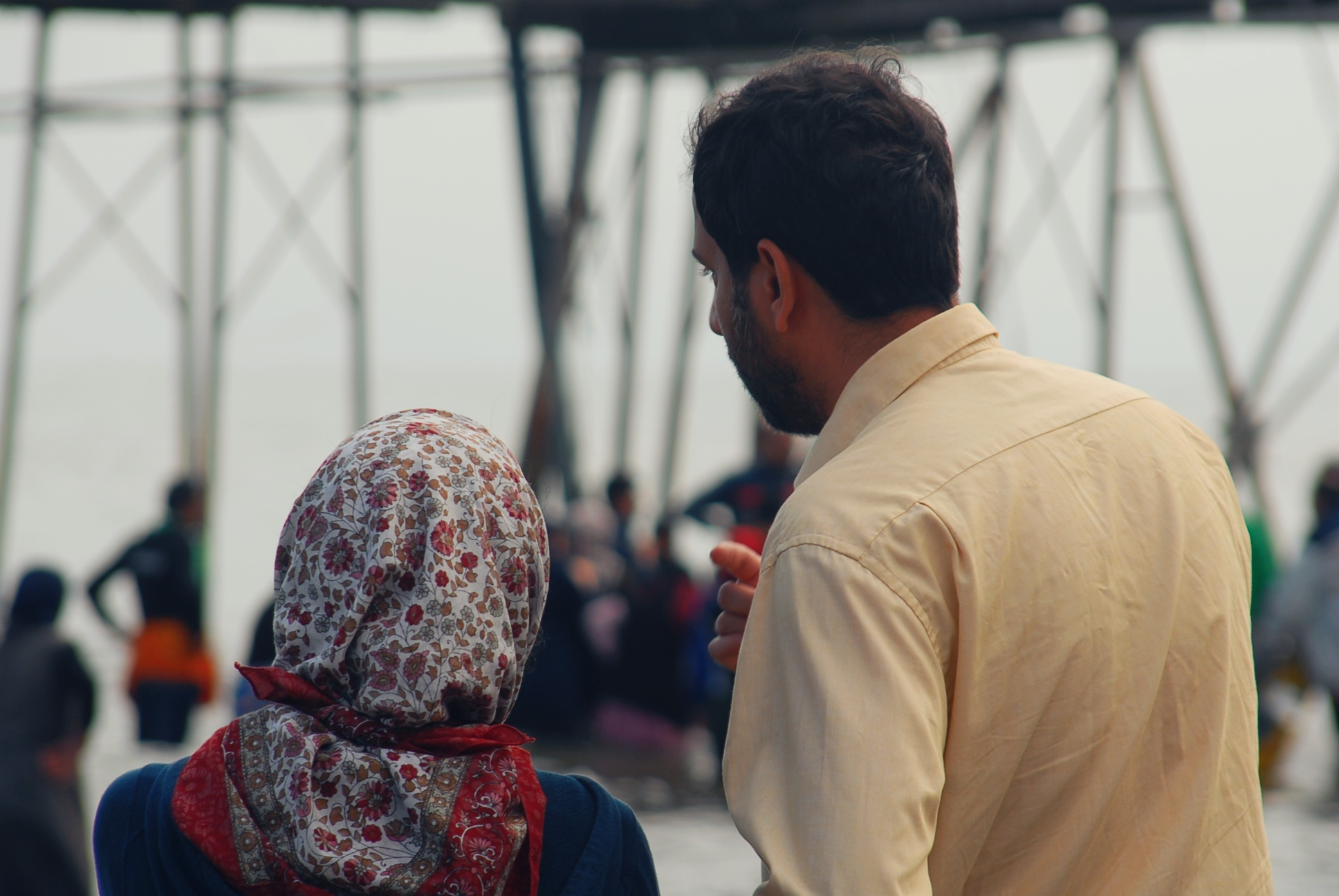
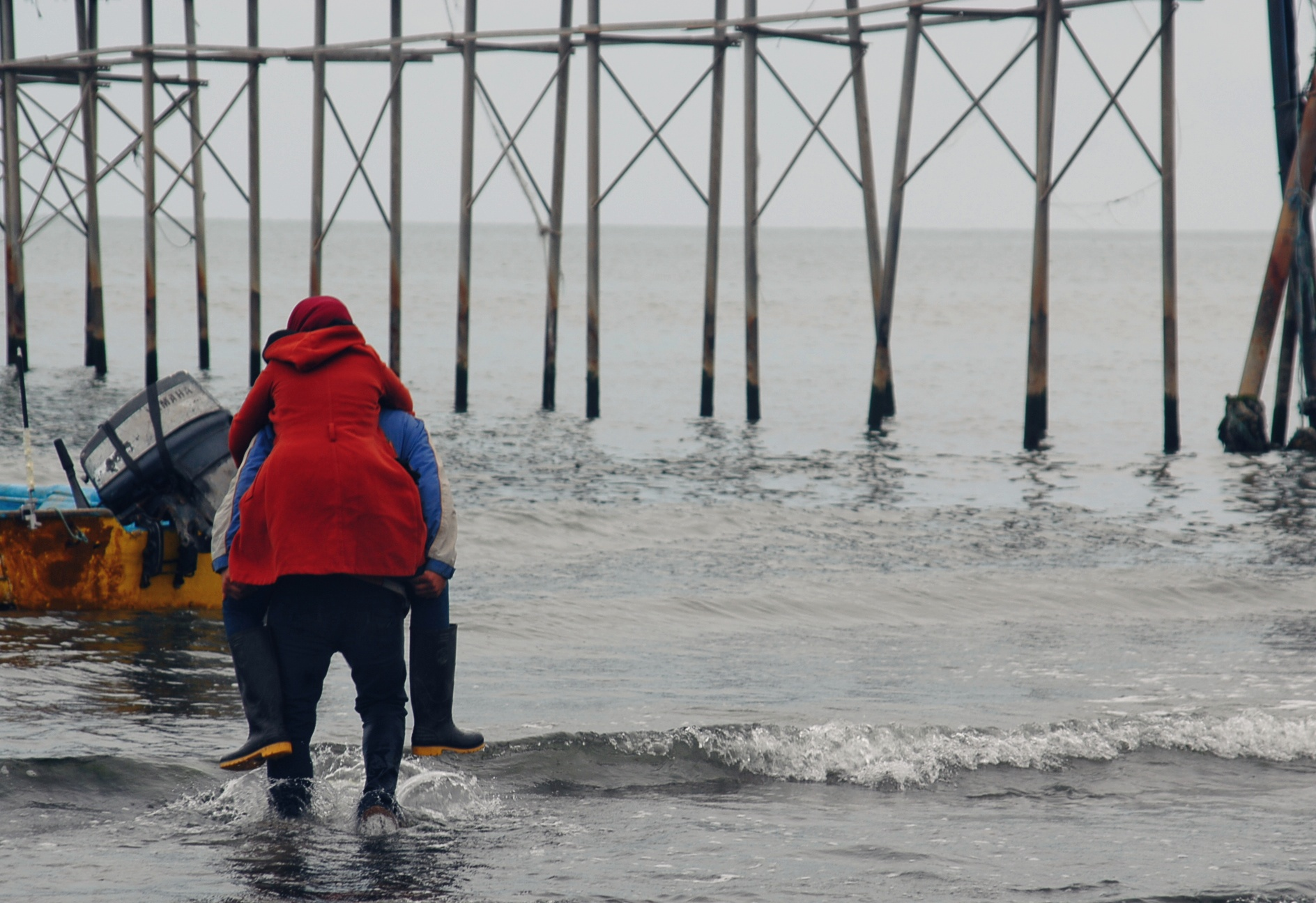
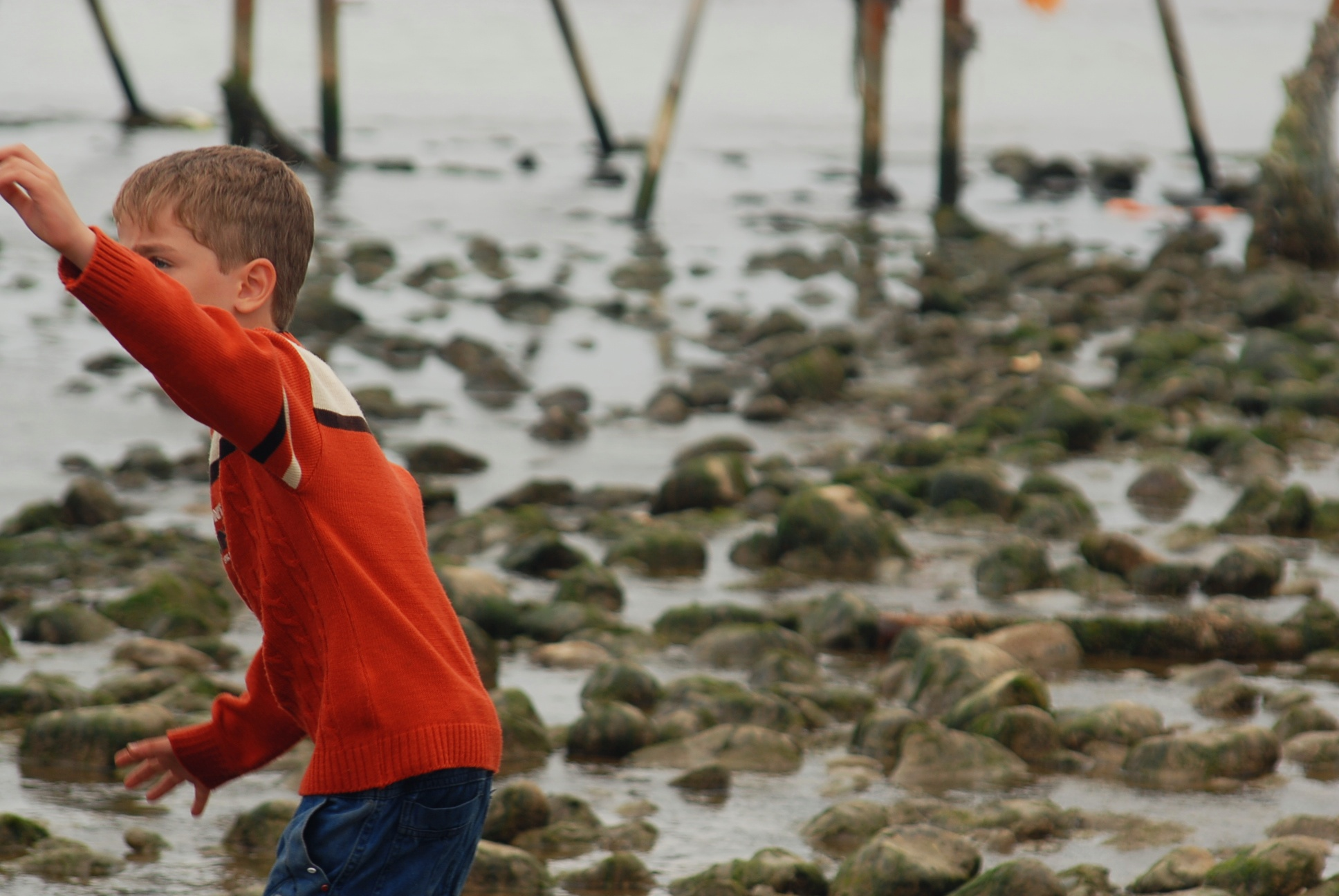
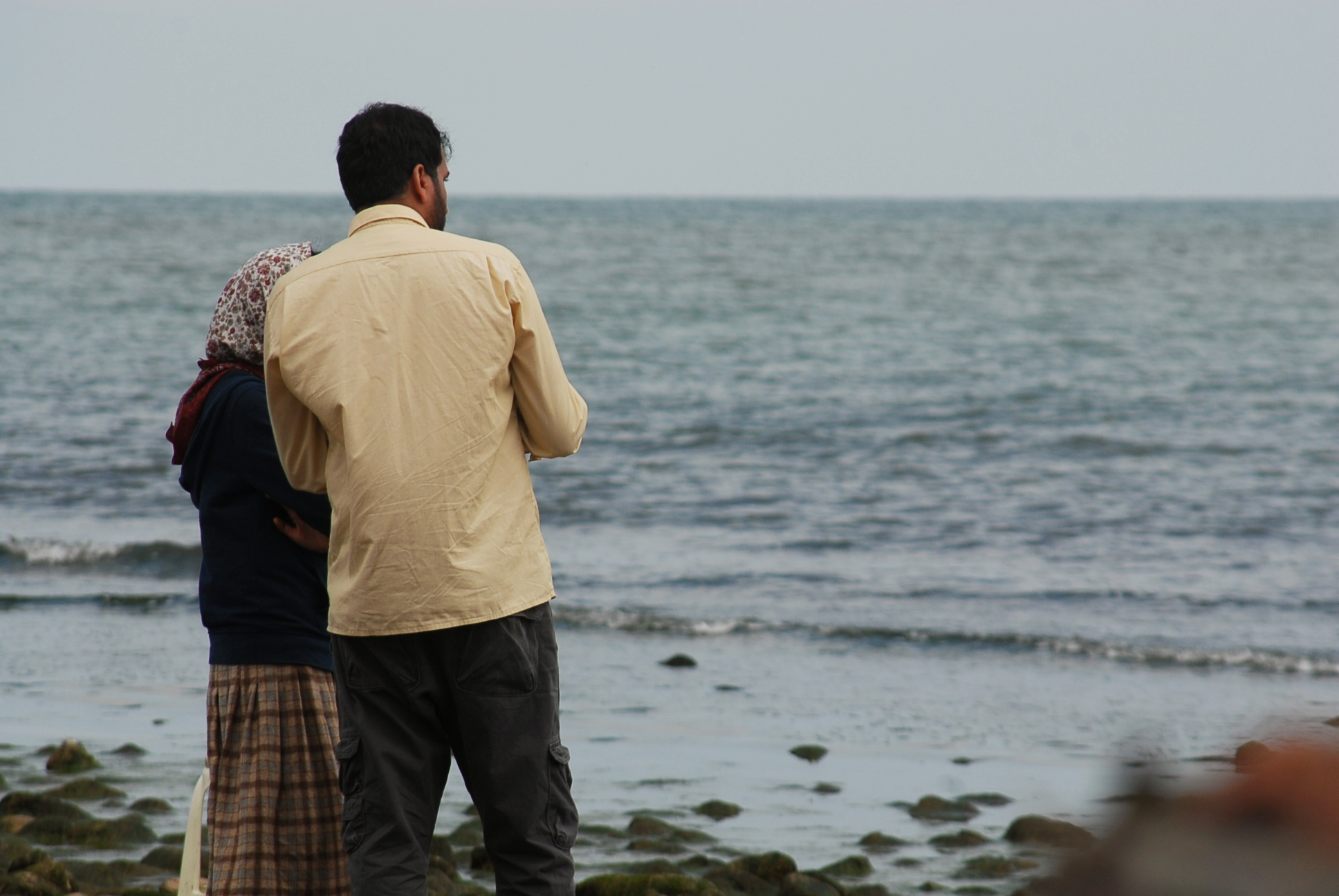
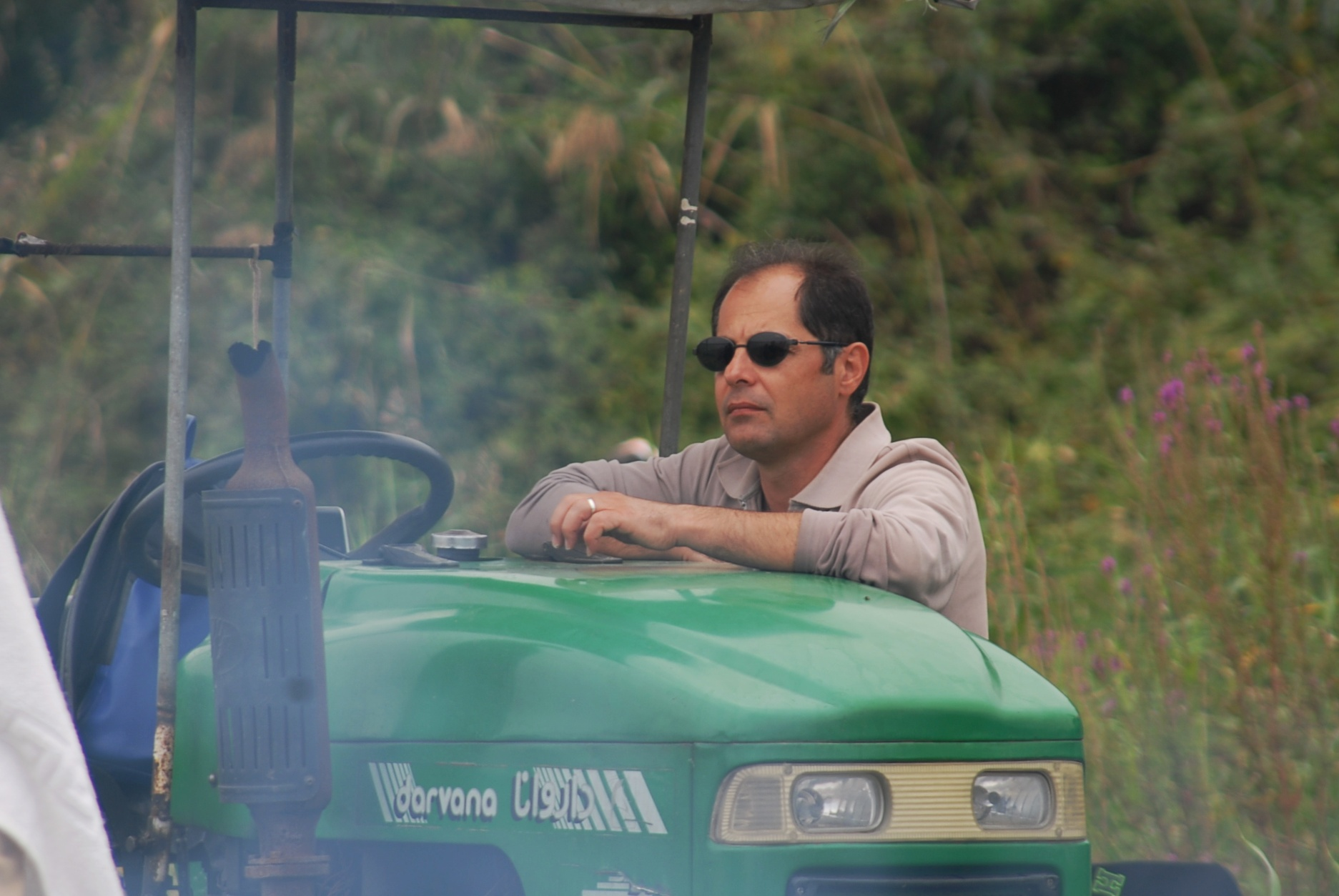
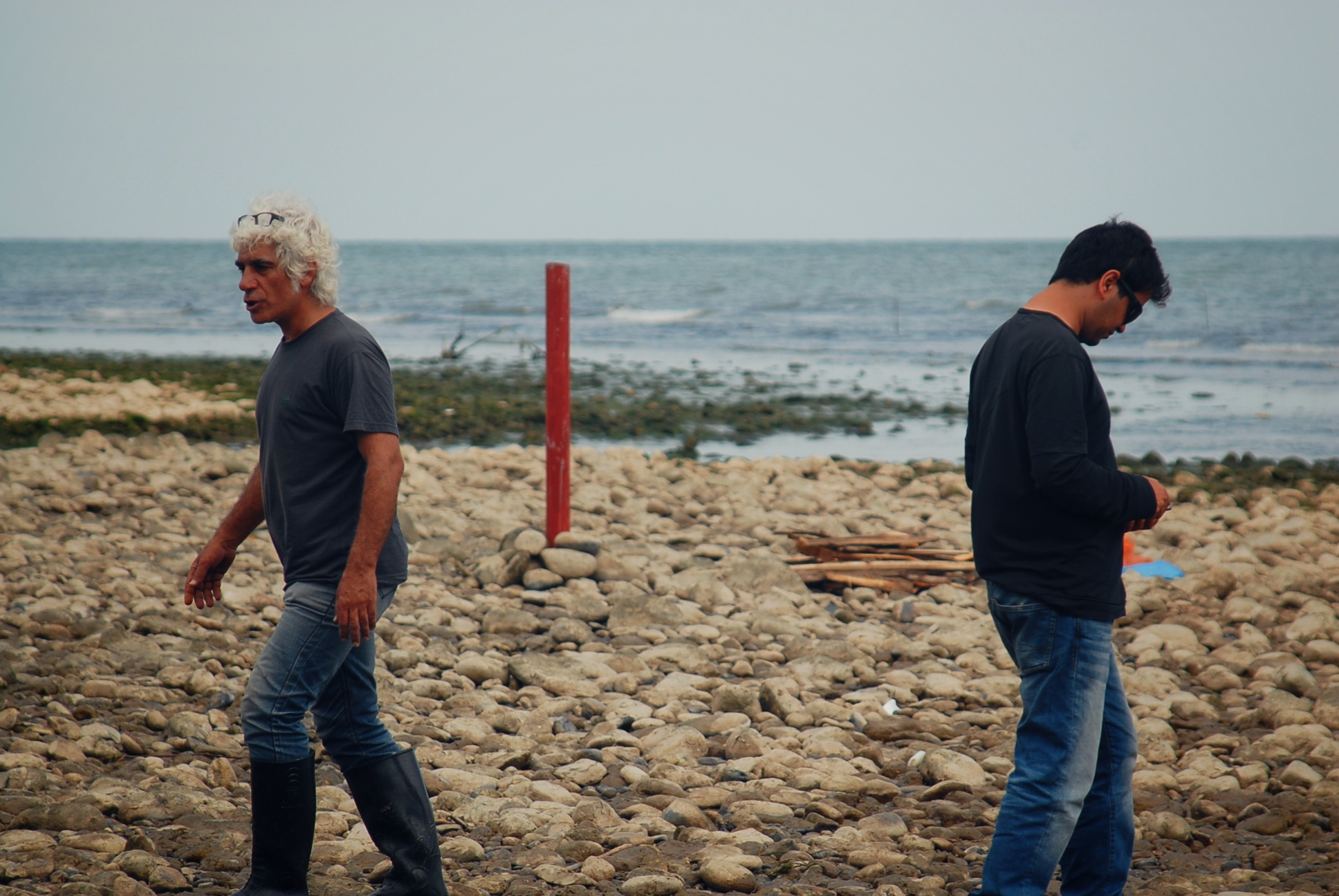